# نیکو جاچکا
نیکو جاچکا (آلبانیایی: Niko Xhaçka؛ زادهٔ ۱۲ ژانویهٔ ۱۹۴۴) بازیکن فوتبال اهل آلبانی بود.
وی همچنین در تیم ملی فوتبال آلبانی بازی کرده‌است.